# Yousef Wali
Yousef Amin Wali (arabisch يوسف والي موسى ميزار, DMG Yūsif Wālī Mūsā Mīzār; * 2. April 1930 in al-Fayyūm; † 5. September 2020) war ein ägyptischer Politiker.

## Leben
Yousef Wali war im Kabinett Abaid Stellvertreter des Ministerpräsidenten und stellvertretender Vorsitzender der Nationaldemokratischen Partei.
Wali gehörte einer einflussreichen Großgrundbesitzerfamilie an. 1952 wurden Ländereien von König Faruq von den „Freien Offizieren“ verstaatlicht. Unter Gamal Abdel Nasser erfolgte in den 1960er Jahren eine zweite Stufe der Landreform, die Land von Grundbesitzern an Landarbeiter verteilte und die Pacht auf das Siebenfache der jährlichen Grundsteuer beschränkte. 1990 besaßen 9.000 Familien 15 Prozent der landwirtschaftlichen Fläche und fast drei Millionen Kleinbauern bebauten weniger als einen Feddan. Ägypten ist stark von seiner bäuerlichen Gesellschaft geprägt, nur drei Prozent seiner Fläche können landwirtschaftlich genutzt werden. Ein Drittel aller Beschäftigten arbeitet in der Landwirtschaft, wobei mitarbeitende Frauen und Kinder nicht erfasst werden. Knapp 20 Prozent des Bruttoinlandsprodukts wird im Agrarsektor erwirtschaftet. Ägyptische Baumwolle ist aufgrund ihrer langen Fasern die beste Sorte der Welt und gehört zu den wichtigsten Devisenbringern des Landes.
1997 wurde die Pachtbindung aufgehoben, was dazu führte, dass die Bodenpreise auf das 21-fache der Grundsteuern stiegen. Im Dezember 1996 führte die Aufhebung der Pachtbindung in Mittelägypten zu heftigen Protesten der Fellachen.
In Yousef Walis 22 Jahren Tätigkeit als Landwirtschaftsminister zeigte die landwirtschaftliche Produktion in Ägypten ein starkes Wachstum. Angebaut wurden Mais, Weizen, Reis und Baumwolle. Das bei Monokulturen wie Baumwolle übliche Ausbringen von Pflanzenschutzmitteln per Agrarflugzeug wurde in seiner Amtszeit verboten; ebenso wurde der Einsatz von chemischem Pflanzenschutz im südlichen Nildelta untersagt. In der Landwirtschaft wurden Biogasanlagen eingeführt.
Bei der Produktion von Cash Crops wurde nach marktgängigen Produkten in den Zielländern gesucht. Während auf einem Feddan höchstens zwei Tonnen des traditionellen Meit Ghamr Peaches produziert werden konnten, können von einem den Erfordernissen des Exports genügenden Steinobstes bis zu sieben Tonnen produziert werden. Dieser Skaleneffekt führte auf dem ägyptischen Markt dazu, dass der Kilopreis von Meit Ghamr Peaches von 1,50 LE auf 50 LE stieg.
Im von Wali geführten Landwirtschaftsministerium existierte bis 1999 ein Gremium zur Überwachung des Einsatzes von Pflanzenschutzmitteln. 1999 berichtete die Zeitung Al-Shaab, dass Wali den Import von karzinogenen Pflanzenschutzmitteln nach Ägypten zugelassen habe. Die Journalisten wurden verhaftet und wegen Verleumdung verurteilt. Im Sommer 2002 wurde Youssef Abdul Rahman, Staatssekretär im Landwirtschaftsministerium, verhaftet und ihm vorgeworfen, für den Import der karzinogenen Pflanzenschutzmittel verantwortlich zu sein. Die Verteidigung von Rahman legte, von Wali unterzeichnete, Dokumente vor, die das Verhalten von Rahman rechtfertigen sollten. Im Januar 2004 wurde die Immunität Walis als Parlamentarier aufgehoben, um ihn im Fall der karzinogenen Pflanzenschutzmittel zu befragen.
Wali bestimmte maßgeblich die Außenpolitik Ägyptens gegenüber Israel und dem Sudan. In das „Kabinett Gamal“, wie das Kabinett Nazif nach Mubaraks Sohn Gamal spöttisch bezeichnet wurde, der die Kabinettsmitglieder ausgesucht haben soll, wurde Wali von Husni Mubarak nicht mehr bestellt.